# Luv Bug
Luv Bug est un groupe nord-irlandais de pop, originaire de Newry. Il fut le représentant de l'Irlande au Concours Eurovision de la chanson 1986 avec la chanson You Can Count on Me.

## Histoire
La première incarnation du groupe est un groupe d'adolescents amateurs début 1977. Jouant des concerts locaux, ils sont embauchés par le manager Michael Magill et deviennent professionnels fin 1982 et se composent de la sœur et des frères June (chant), Hugh (basse) et Max (guitare) Cunningham avec Ricky Meyler (chant et claviers) et Majella Grant (batterie).
Il connait le succès avec des concerts dans toute l'Irlande et sort son premier single Red Light Spells Danger en 1984, une reprise de la chanson de Billy Ocean. Il précède une série de leurs propres compositions, dont beaucoup sont des succès en Irlande.
En 1986, il remporte le National Song Contest avec sa chanson You Can Count on Me, le concours de sélection irlandaise pour l'Eurovision, et participe à l'édition en Norvège. La chanson finit quatrième sur vingt participants.
Le groupe continue avec succès, sortant son premier album un an plus tard. En 1988, il signe un contrat d'enregistrement avec Virgin Records au Royaume-Uni avec deux singles sous un nom différent, Heart of Ice. À la fin de la décennie, le groupe fait une tournée en Europe et termine un travail d'enregistrement à Los Angeles.
En 1992, le groupe prend part à nouveau au concours de sélection irlandaise pour l'Eurovision, appelé alors Eurosong, avec la chanson Close to Your Heart, mais perd face à Linda Martin, la gagnante.
Luv Bug continue en tant que quatuor, se produisant principalement en Irlande. Il est géré par Michael Magill Entertainments et se produit pour des réceptions privées. Leur set list est composée de reprises, sans aucune de leurs propres chansons.

## Discographie
Album
- avril 1987 : Luv Bug

Singles:
| Date           | Single                                                            | Irish Charts |
| -------------- | ----------------------------------------------------------------- | ------------ |
| mai 1984       | Red Light Spells Danger                                           | 15           |
| octobre 1984   | Burn it Up                                                        | 22           |
| avril 1985     | Look at Me I'm Dancing                                            | 16           |
| août 1985      | Living in Stereo                                                  | 24           |
| février 1986   | On My Own                                                         | 17           |
| avril 1986     | You Can Count on Me                                               | 2            |
| septembre 1986 | Is There Something I Should Know                                  | 26           |
| décembre 1986  | Winter's Here                                                     | -            |
| avril 1987     | Fall Out                                                          | -            |
| février 1988   | Brand New Heart                                                   | -            |
| octobre 1988   | Delving Away (sous le nom de Heart of Ice)                        | -            |
| février 1989   | Every Time You Leave                                              | -            |
| novembre 1989  | Flashback                                                         | -            |
| mai 1990       | Living in Stereo (nouvelle version) (sous le nom de Heart of Ice) | -            |
| octobre 1990   | Welcome to My Party                                               | -            |
| 1995           | Call Me (EP)                                                      | -            |